# Mesquita Huaisheng
La Mesquita Huaisheng, també coneguda com la Mesquita Far, és la mesquita més important de Canton, a la República Popular de la Xina. Ha estat reconstruïda diverses vegades al llarg de la seva història. Tradicionalment es creu que es va construir fa més de 1300 anys, la qual cosa la faria una de les mesquites més antigues del món. Va ser nomenada en honor del profeta Mahoma.

## Característiques i noms

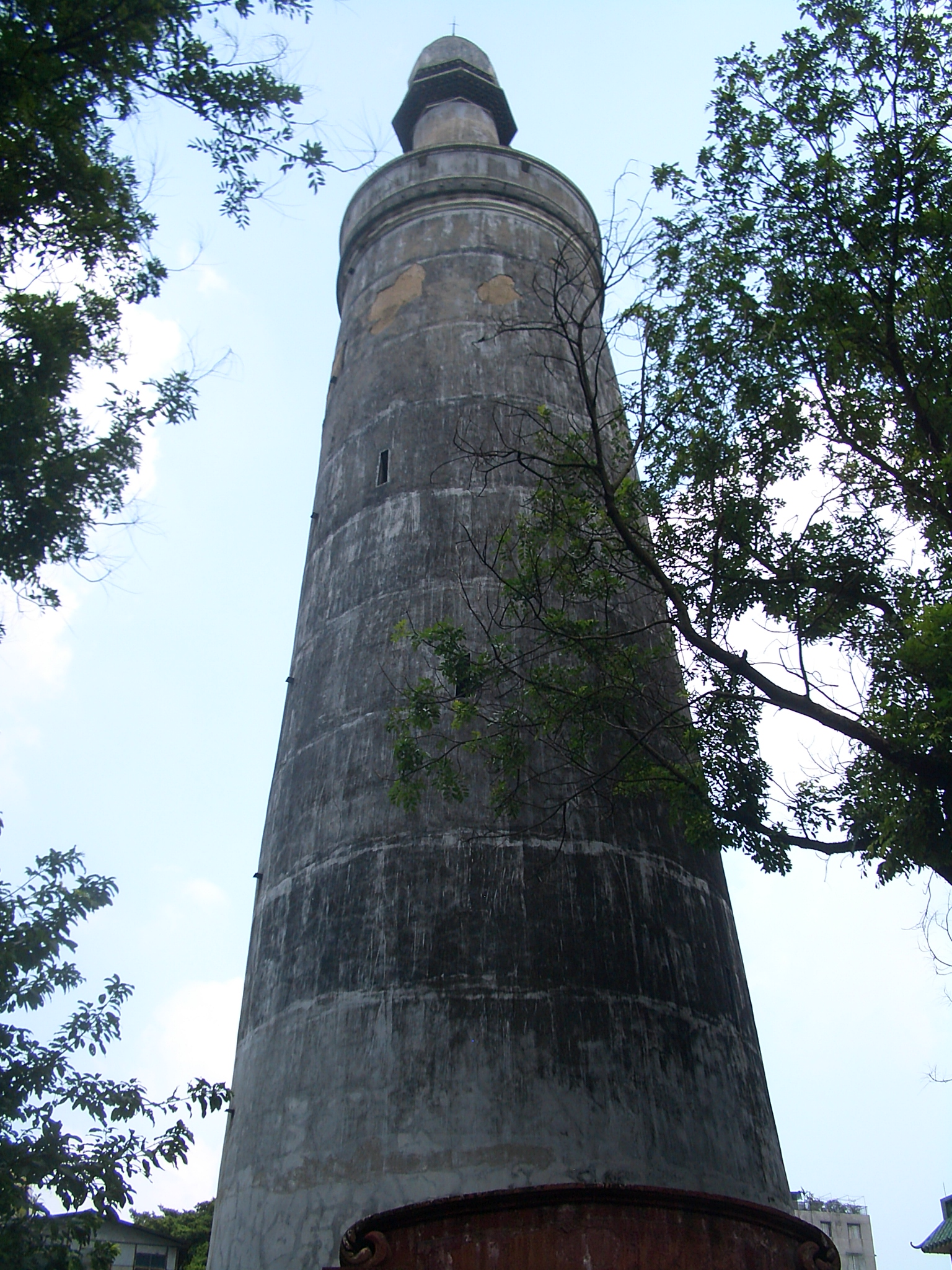
El minaret de la mesquita Huaisheng

La característica més inusual (en el context xinès) de la mesquita és la seva «torre de trucada» (minaret). Aquesta torre circular té 36 metres d'altura i un extrem punxegut. El minaret va poder haver funcionat com un far per als vaixells, la qual cosa explicaria el seu nom (Guangta, literalment ‘torre de llum’). Guangta també es pot traduir com a ‘torre llisa’, referint-se a la superfície sense adorns del minaret. A causa de la torre, la pròpia mesquita va rebre el seu nom alternatiu (Guangta Si, literalment ‘Mesquita de la Torre Llisa’ o ‘Mesquita Far’). Alguns minarets «minimalistes» semblants es poden veure fora de la Xina, per exemple, a la mesquita de Khan a Kasimov, Rússia.
El seu altre nom, Mesquita Huaisheng (Huaisheng Si), significa ‘que aprecia el sagrat’ o ‘que aprecia la saviesa’, referint-se probablement a Mahoma. Aquest nom ha estat romanizat de diverses formes, com a Mesquita Hwai Sun Su, Mesquita Huai-Sheng, Mesquita Huai-Shang i Mesquita Huai-Shang Si. La mesquita també és coneguda com la mesquita aljama de Canton i com mesquita Ying Tong.

## Història

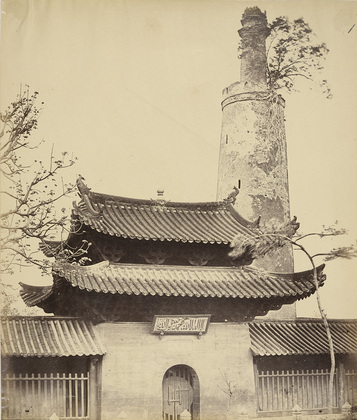
La mesquita l'any 1880

Els antics manuscrits musulmans xinesos declaren que la mesquita va ser construïda per Sad ibn Abi-Waqqàs, oncle de Mahoma, en la seva primera missió musulmana a la Xina a la dècada del 650. Encara que els estudiosos laics moderns no troben cap evidència històrica que Sad ibn Abi-Waqqàs visités realment la Xina, estan d'acord que els primers musulmans van haver d'arribar a la Xina durant el segle vii, i que als centres del comerç com a Canton, Quanzhou i Yangzhou haurien construït «probablement» les seves primeres mesquites durant la Dinastia Tang, a pesar que no s'han trobat fonts fiables que certifiquin la seva existència real. J. Lipman observa que, segons l'anàlisi detallada de Donald Leslie de les inscripcions dels manuscrits xinesos i de l'Àsia Occidental, la data «fiable» més antiga de la construcció de mesquites a la Xina pertany a la Dinastia Song (segle x-segle xiii).
És segur que la mesquita existia durant la Dinastia Tang, o al començament de la Dinastia Song. L'edifici va ser reconstruït el 1350, i una altra vegada el 1695, després que fos destruït en un incendi. El minaret o far de la mesquita va ser construït en una època anterior.